# Голландское вторжение на Бали (1849)
Голландское вторжение на Бали 1849 года представляло собой голландскую военную интервенцию на северный и южный берега острова Бали, последовавшую за двумя другими их неудачными интервенциями — 1846 и 1848 годов. Голландцы использовали в качестве предлога для вторжения балийские требования о праве собственности на затонувшие корабли у своих берегов, которые были традиционными для них, но неприемлемыми согласно международному праву.

## Голландская военно-морская экспедиция

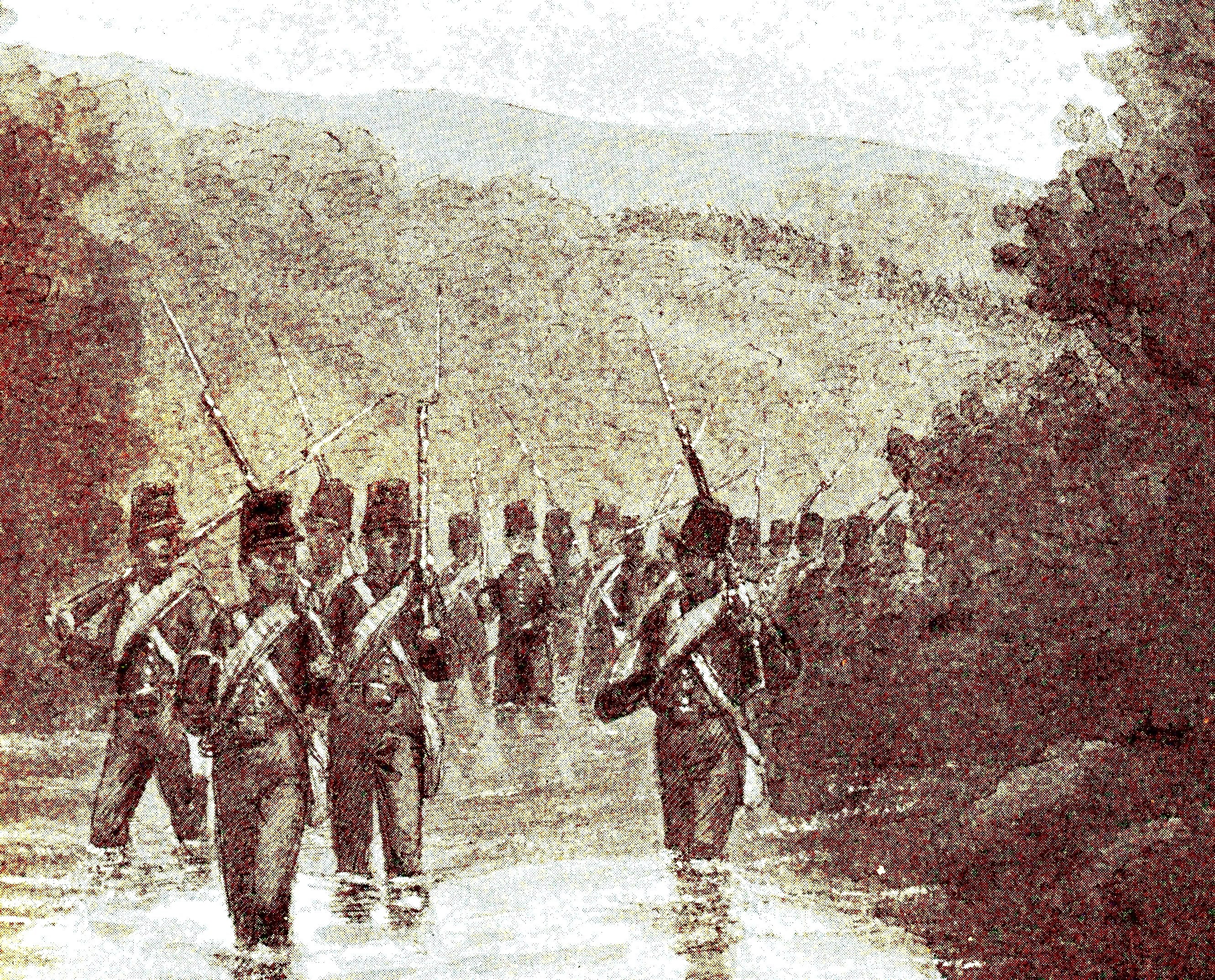
Марш 7-го нидерландского батальона возле Сангсита

Силы Королевской голландской ост-индской армии, состоявшие из 100 кораблей, 3000 матросов и 5000 хорошо обученных солдат, высадились на берегу Булеленга в 1849 году.
Они двинулись маршем на Сингараджу, но обнаружили этот город полностью опустевшим. Голландцы заняли его, но вскоре к ним прибыла балийская делегация. Это привело их к замешательству, так как голландскому генералу Андреасу Виктору Михилсу было приказано не вступать в переговоры с местными, а захватить живыми или мёртвыми раджей Булеленга, Карангасема и Патиха Джелантика. Надеясь пленить этих лидеров, Михилс согласился на переговоры. Очевидно, желая произвести впечатление на своих врагов, Михилс приказал тысячам своих солдат выстроиться вдоль западной стороны главной улицы Сингараджи. Однако от планов по захвату раджей пришлось отказаться, поскольку они прибыли с более чем 10 000 собственных воинов, которые выстроились на другой стороне улицы. Две противоборствующие армии, стоявшие буквально лицом к лицу друг к другу, создавали чрезвычайно взрывоопасную ситуацию. У Михилса не осталось другого выбора, кроме как притвориться, что он заинтересован в переговорах, поскольку любая попытка пленить балийских лидеров неминуемо привела бы к кровавой схватке. Он провёл встречу с балийцами и сообщил им, что если они будут следовать принципиальным договорённостям, изложенным в соглашениях 1841—1843 годов, и разрушат все свои укрепления, голландские власти согласятся на мир. После отклонения этого ультиматума балийцами война стала неизбежной. 15 апреля около 4000 голландских солдат начали марш по крутой местности к Джагараге, где столкнулись с ожесточённым сопротивлением со стороны балийцев.
Когда балийцы осознали безнадёжность своего положения, они совершили пупутан или массовое самоубийство. Голландцы впервые в своей истории противостояния с балийцами стали свидетелями этого ритуала. В этом столкновении голландцы потеряли 34 человека, а балийцы — тысячи, включая жену Джелантика, также совершившую пупутан. И Густи Кетут Джелантик и правитель Булеленга сумели бежать в союзный Карангасем.

## Кампания на южном берегу Бали
Не желая преследовать балийцев по суше, голландцы сели обратно на свои корабли и отправились к южному берегу Бали, где высадились в Падангбае, намереваясь атаковать княжество Клунгкунг, которое в тот период было номинальным сюзереном Булеленга. Одновременно с этим голландцам удалось заключить союз с соседним островом Ломбоком против Карангасема, его старого врага. Войска Ломбока были посажены на голландские корабли, они устроили засаду на вождей Булеленга. В последовавшей схватке и Джелантик, и раджа Булеленга были убиты, а правитель Карангасема совершил ритуальное самоубийство.

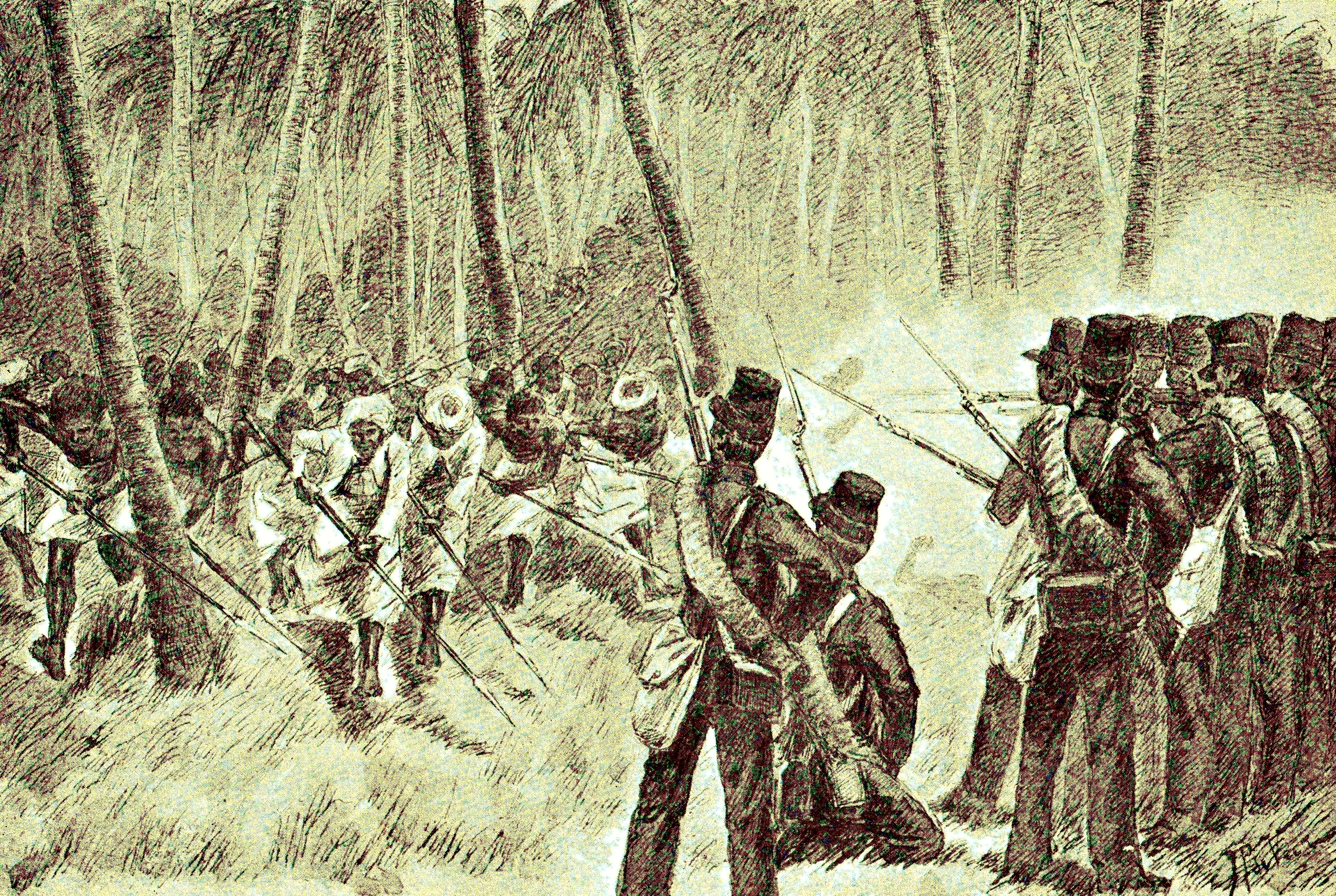
Атака балийцев в Косамбе

Голландцы продолжили вести свою кампанию в Клунгкунге, заняв Гоа Лава и Кусамбу. Климатические условия и болезни негативно сказывались на состоянии голландских войск. Вспышка дизентерии среди них помешала им нанести решающий удар. Голландцы понесли тяжёлые потери во время ночной атаки на них Девы Агунга Истри Каньи в Кусамбе, в ходе которой был убит генерал Михилс. Они были вынуждены отступить к своим кораблям, столкнувшись с 33 000 балийцев из Бадунга, Гианьяра, Табанана и Клунгкунга. В результате всего этого сложилась патовая ситуация.

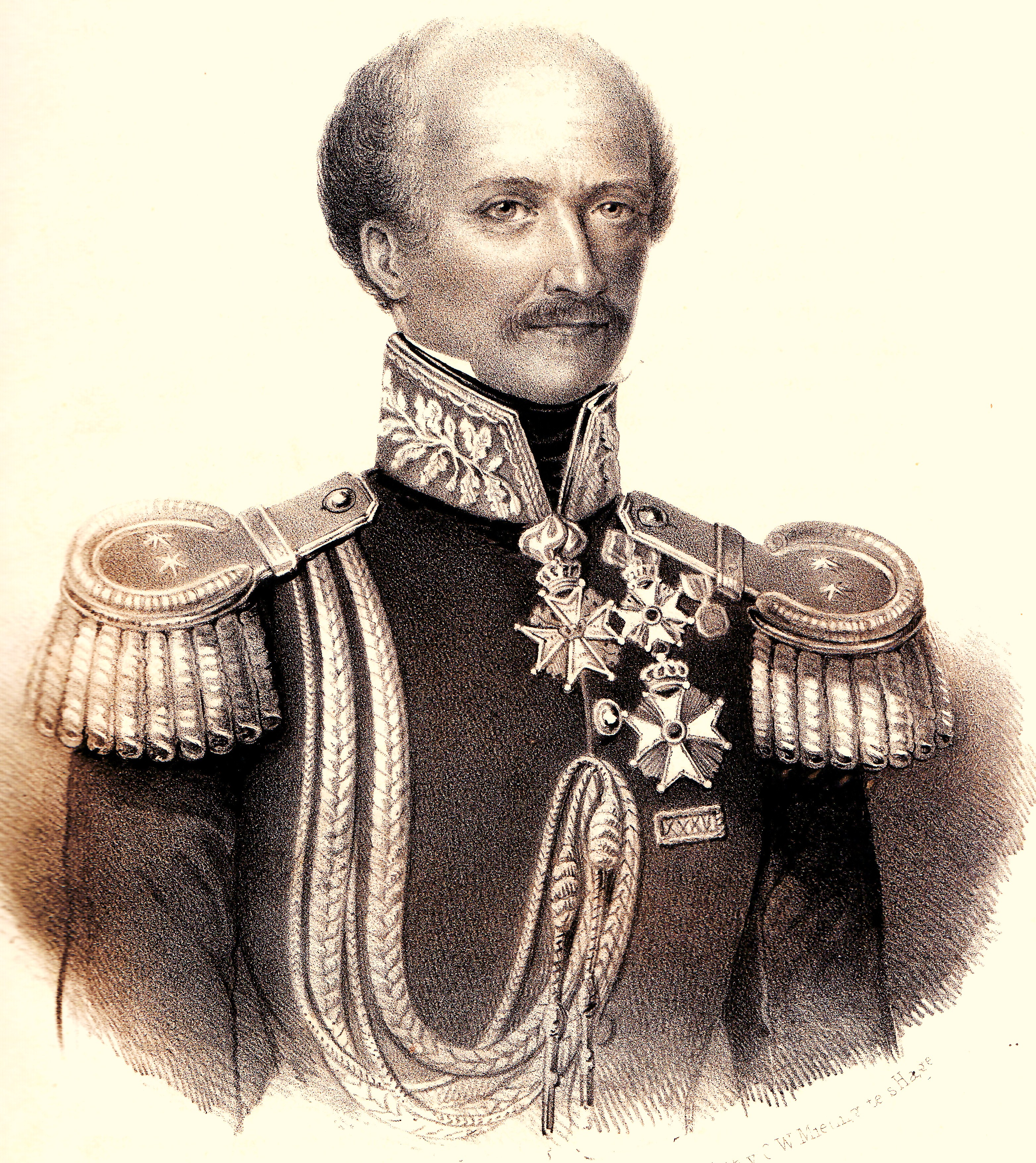
Генерал Андреас Виктор Михилс, убитый в 1849 году в бою с войсками Клункунга в Косамбе

Несмотря на тяжёлое положение голландцев смерть Джелантика нанесла значительный удар по балийскому сопротивлению. Благодаря участию датского торговца Мадса Ланге и Кесинана, правителя Бадунга, в июле 1849 года был подписан новый договор, предоставлявший голландцам контроль над Булеленгом и Джембраной. Правитель Ломбока получил под свою власть Карангасемо. Голландцы разместили свой штаб в Сингарадже, где с 1855 года их контролёр управлял местным раджой.